# حيد زبيد (الحد)

تعديل مصدري - تعديل

حيد زبيد هي إحدى قرى عزلة الحد بمديرية الحد التابعة لمحافظة لحج، بلغ تعداد سكانها 223 نسمة حسب تعداد اليمن لعام 2004.